# ولس كوتس
ولس كوتس هو أستاذ جامعي ومهندس معماري كندي، ولد في 17 ديسمبر 1895 في طوكيو في اليابان، وتوفي في 17 يونيو 1958 في فانكوفر في كندا بسبب نوبة قلبية.